# Валтер Науш
Валтер Науш (на немски: Walter Nausch) (5 февруари 1907, Виена, Австрия – 11 юли 1957, Обертраун, Австрия) е един от най-известните и най-успешни австрийски футболисти и треньори. Като футболист той е една от централните фигури на легендарния „Вундертим“.